# Mesactinia
Mesactinia is een geslacht van zeeanemonen uit de familie van de Actiniidae.

## Soort
- Mesactinia ganensis England, 1987